# Distrito de Tokaj
El distrito de Tokaj (húngaro: Tokaji járás) es un distrito húngaro perteneciente al condado de Borsod-Abaúj-Zemplén.
En 2013 tenía 13 383 habitantes. Su capital es Tokaj.

## Municipios
El distrito tiene una ciudad (en negrita) y 10 pueblos (población a 1 de enero de 2012):
- Bodrogkeresztúr (1107)
- Bodrogkisfalud (836)
- Csobaj (702)
- Erdőbénye (1018)
- Szegi (296)
- Szegilong (203)
- Taktabáj (575)
- Tarcal (2824)
- Tiszaladány (670)
- Tiszatardos (223)
- Tokaj (4839) – la capital